# Antonio Sempere
Antonio Sempere Bernal (Villena, 1962) es un periodista, escritor y crítico cinematográfico español. Autor de una veintena de ensayos audiovisuales, está especializado en cortometrajes y autores españoles.

## Actividad profesional
Desde 1995 fue colaborador de la Agencia Fax Press, bajo la dirección de Manu Leguineche. Sus columnas vieron la luz en Faro de Vigo, La Voz de Galicia, Diario de Mallorca y Hoy de Extremadura, entre otros. También fue colaborador en la primera etapa del diario La Razón, como enviado especial a los cursos de verano de la UIMP (1999-2003), y a distintos festivales de cine, como los de San Sebastián, Valladolid, Sitges y Málaga. Además, fue crítico de televisión en el diario La Gaceta desde su fundación hasta su cierre. 
En la actualidad es articulista y crítico de televisión en los diarios del grupo Joly, como Diario de Sevilla, Diario de Jerez, Málaga Hoy, Diario de Cádiz y El Día de Córdoba, así como en el diario Información y en Heraldo de Aragón. Ha participado como jurado en más de cincuenta festivales de cine.
Fue colaborador en distintas emisoras de radio, siempre como crítico de televisión: en la radio autonómica EiTB (2008), en Canal Sur Radio, en La buena estrella, con Inmaculada Jabato (2007-2008) y en Radio Nacional de España en el programa De ida y vuelta, con Inmaculada Palomares (2012-2013).
Obtuvo el título de Doctor en Ciencias Sociales en el año 2012, con una tesis dedicada a la Crítica de televisión en la prensa española.  
Desde hace años, compagina su labor como articulista y crítico de televisión con la de profesor en los Grados de Periodismo y Comunicación Audiovisual de la Universidad Miguel Hernández de Elche. Ha impartido cursos de Crítica Cinematográfica en las Universidades de Alicante, Córdoba, Granada y Huelva, y dirigido seminarios y encuentros en los cursos de verano de la Universidad Complutense en San Lorenzo de El Escorial, y en los Cursos de Verano de la UIMP de Santander.
El ensayo en la obra de Antonio Sempere
Las relaciones profundas de amor y amistad; las conversaciones con enjundia, cara a cara en lugar de virtuales; el tiempo pasado y el tiempo perdido, así como la divulgación de una cultura de calidad son algunos de los temas que más aparecen en la faceta ensayística de Antonio Sempere. Lo vemos en sus columnas, pero sobre todo en sus libros. En ellos, profundiza en las cuestiones que le preocupan y, siguiendo el formato de la columna periodística, juega con las palabras para poner al lector delante de un espejo desde el que pueda reflexionar sobre la esencia de la vida. Uno de sus temas preferidos es lo que él llama la "contemporización": se trata, simplemente, de conversar con el otro frente a frente, en persona, poniendo toda la atención en el encuentro. Para Sempere, el encuentro con el otro no es sólo una manera de estar en el mundo e intercambiar información, sino que el encuentro es la vida misma. 
"En los periódicos se analiza lo que pasa en el mundo, no lo que pasa en la vida. Si los periódicos analizasen lo que pasa en la vida, estarían expuestos en las estanterías de la sección de autoayuda de las grandes superficies y no en los lugares de venta habituales. Por eso me da la sensación de que debo de ser el columnista menos leído del mundo, por mi osadía a colar en los territorios que pertenecen al mundo de lo noticioso las cuestiones más personales", 'Lo que pasa en la vida', En Cuarentena, de Antonio Sempere. 
Su modo de entender la vida, los deseos y las críticas también están muy presentes en sus textos: 
"Nos debatimos entre el querer, el deber y el poder. La vida, bien pensado, no es más que media docena de verbos, conjugados a veces a trompicones, a veces cuesta abajo. Entre el querer, el deber y el poder transcurre toda la existencia. El duelo entre lo que se desea y se ansía; las capacidades de que disponemos para llevar a cabo tal logro, y los condicionantes morales que nos advierten sobre lo que debemos o no debemos hacer, sobre lo que es o no pertinente en cada ocasión, van moldeando nuestra personalidad, y configurando (ahí es nada) nuestro termómetro de la felicidad", 'Verbos Vitales', En Cuarentena, de Antonio Sempere. 
Para el autor de Villena, la contemporización con el otro va unida de forma inseparable a la complicidad. Es en su libro 'El Almario' en el que se puede apreciar mucho más este anhelo por acercarse a los demás, pero sus palabras también muestran otro momento de su vida, en el que la realidad se impone al entusiasmo del escritor más joven y ve cómo resulta más difícil esa contemporización. 
"Uno decide lo que quiere ser. Uno decide a dónde quiere ir. Incluso uno decide qué no quiere ser y a dónde no quiere ir. Pero desde luego que uno no decide nunca, nunca, de quién se enamora. Enamorarse es necesitar. Necesitar mucho. Necesitar de una forma visceral. Imperiosa". 'Querer', El Almario, de Antonio Sempere. 
Otro ejemplo lo encontramos en el artículo 'Soledad', también en su libro 'El Almario', publicado en 2009: 
"Si me pierdo, que me busquen en las bibliotecas y las hemerotecas. En ellas, respiro mi oxígeno. Y si me pierdo, que también me busquen en los campus. En las bibliotecas y las hemerotecas de los campus, pues, se me podrá encontrar rápido. Pocas cosas hay tan estimulantes como ver a los universitarios concentrados en el estudio. Sobre todo cuando estos mismos universitarios vienen, mochila en ristre, del gimnasio contiguo. Desde los griegos, nada ha cambiado. Sócrates también usaría ahora el correo electrónico. Y qué bueno, caso de ser sus coetáneos, habría sido recibir en la bandeja de entrada misivas con su remite. 
A pesar del panorama que describo, me rindo a la evidencia y confieso que al menos durante la jornada de los viernes, en las bibliotecas y las hemerotecas de los campus me siento tremendamente solo. Y es que llegado ese día estos espacios entran en desuso. Hace mucho que los viernes son días lectivos sólo en teoría. Los campus, si acaso, se asemejan a estaciones de autobuses a donde quien más quien menos acude con una maleta de ruedas. Las bibliotecas y hemerotecas se convierten en lugares silenciosos, en decorados vacíos en donde incluso Sócrates y Aristóteles se aburrirían. Lo bueno de los viernes es que en ellos cabe imaginar los lunes. Su bulla. Su energía renovadora. La soledad en compañía siempre es más llevadera, digan lo que digan los agoreros".

## Obra
- 1989 - Las fiestas de moros y cristianos de Villena - Instituto de Cultura Juan Gil Albert. Alicante (coautor, José Fernando Domene Verdú)
- 2000 - Alejando Amenábar - Cine en las Venas - Nuer Ediciones.
- 2000 - Las Miradas de Buñuel - Diputación de Málaga  (coescrito con Miguel Ángel Martín)
- 2001 - 2001. Un Largo Camino hacia las Estrellas - Diputación Málaga   (coescrito con Miguel Ángel Martín e Iván Reguera)
- 2001 - En Positivo - Instituto Juan Gil Albert. Diputación de Alicante.
- 2002 - Roque que Baños. Pasión por la música - Ocho y Medio Ediciones.
- 2003 - Corto que te quiero Corto - Diputación de Cádiz.
- 2004 - En Cuarentena - Editorial Club Universitario, San Vicente del Raspeig. Alicante.
- 2004 - En Tiempo Real -       Editorial Club Universitario, San Vicente del Raspeig. Alicante.
- 2004 - El Libro de Estilo de Antonio Sempere -  Editorial Club Universitario, San Vicente del Raspeig. Alicante.
- 2004 - Crítica que algo queda -      Editorial Club Universitario, San Vicente del Raspeig. Alicante.
- 2004 - En Corto -        Editorial Club Universitario, San Vicente del Raspeig. Alicante.
- 2004 - Amenábar, Amenábar... - Editorial Club Universitario, San Vicente del Raspeig. Alicante.
- 2005 - Cortomanía -        Editorial Club Universitario, San Vicente del Raspeig. Alicante.
- 2005 - Locos por la Tele -  Editorial Club Universitario, San Vicente del Raspeig. Alicante.
- 2006 - Cortocircuito - Editorial Club Universitario, San Vicente del Raspeig. Alicante.
- 2009 - El Almario - Editorial Club Universitario, San Vicente del Raspeig. Alicante.
- 2009 - Cambio y corto - Editorial Cinestesia. Alicante.
- 2010 - A mi manera - Limencoop. Alicante.
- 2010 - El Espectador - Limencoop. Alicante.
- 2016 - 50 años de La 2 - Editorial Cinestesia.
- 2025 - Memorias improvisadas - Editorial Cinestesia.
- 2025 - Quo Vadis, Villena - Limencoop. Alicante.
- 2025 - Alicante acultural - Limencoop. Alicante